# 1876 en philosophie
Chronologie de la philosophie
- 1872
- 1873
- 1874
- 1875
- 1876
- 1877
- 1878
- 1879
- 1880

L’année 1876 a été marquée, en philosophie, par les événements suivants :

## Publications
- Publication de la quatrième des Considérations inactuelles (Unzeitgemässe Betrachtungen), de Friedrich Nietzsche : Richard Wagner à Bayreuth.

## Décès
- 1er juillet  : Mikhaïl Bakounine, philosophe et anarchiste russe, né en 1814, mort à 62 ans.
- 2 juillet : Giuseppe Ferrari, philosophe et homme politique italien, né en 1811, mort à 65 ans.